# Homeworld: Cataclysm
Homeworld: Cataclysm (с англ. — «Родной мир: Катаклизм») — компьютерная игра в жанре стратегия на космическую тему. Изначально задуманная как дополнение для Homeworld, игра затем была переделана в отдельную, не требующую оригинала. Разработана компанией Barking Dog Studios (в то время как оригинал был создан Relic Entertainment) и издана компанией Sierra Entertainment в 2000 году. Локализована и распространена на территории России фирмой 1С.
Cataclysm использует тот же игровой движок, что и оригинал, и в общем является полной игрой с теми же самыми составляющими — стратегическим трёхмерным боем — с некоторыми добавками к изначальному интерфейсу.
Когда игра стала доступна на сайте GOG.com, название было изменено на «Homeworld: Emergence», так как к тому времени «Cataclysm» уже являлось торговой маркой Blizzard Entertainment.

## Основные изменения
Была добавлена возможность ускорить время игры в 8 раз. Также стали возможны технологии улучшающие корабли и дающие им особые способности. Командный корабль и носители могут строить внешние модули для исследований и поддерживания большего флота. Топливо было полностью вычеркнуто из игры (объясняется новыми типами сверхэффективных двигателей, потребляющих очень мало топлива).
В отличие от оригинала, Командный корабль игрока может не только нападать, но и медленно двигаться. У Командного корабля есть довольно мощное оружие, тогда как Материнский корабль оригинала был практически беззащитным. В дальнейшем возможно добавить к Командному кораблю гигантскую плазменную пушку, которая способна разнести в пыль вражеский флот с большой дистанции.

## Сюжет
Cataclysm устанавливает, что «хорошая» раса — Кушане, а «плохая» — Таидане. Действие происходит спустя 15 лет после возвращения Кушан в их родной мир — Хиигару. С тех пор этноним «Кушане» не употребляется, — вместо него используется этноним «Хиигаряне», «Хиигарцы». Вместо того, чтобы играть за Хиигарян, игроку предстоит принять командование одним из Командных кораблей маленького рудодобывающего киита — клана — Сомтау (Somtaaw) под названием «Куун-Лан» («Очищающее пламя») класса «Исследователь».
Игра начинается в глубоком космосе, где «Куун-Лан» добывает руды. После принятия сигнала помощи с Хиигары корабль возвращается домой, чтобы помочь отразить атаку таидан-империалистов, стремящихся воссоздать свою империю. После битвы Командному кораблю дают задание найти и отремонтировать потерянный эсминец «Бушан-Ре». В том же районе обнаруживается странный маяк. Для исследования маяка «Куун-Лану» требуется разыскать и освободить исследовательский корабль Сомтау «Кли-Сан» («Ищущий правду») из минного поля Туранских Рэйдеров. «Кли-Сан» пристыковывается к Командному кораблю и начинает изучать маяк. Во время этого процесса что-то начинает захватывать нижние палубы «Куун-Лана» — там, где находится маяк. Командованию флота ничего не остаётся, кроме как сбросить нижние палубы для спасения корабля. «Кли-Сан» в сопровождении истребителей летит к покинутым нижним палубам, чтобы продолжить сканирование, но из отброшенной части вырывается энергетический луч, который превращает «Кли-Сан» и истребители в что-то покрытое красными пятнами. Появляется флот Туранских Рейдеров, и он также оказывается захвачен неизвестной силой.
Едва сбежав от битвы с этим новым врагом, названым «Зверем» или «Тварью» (The Beast), «Куун-Лан» летит к ближайшему торговому кораблю Бентуси, чтобы расспросить их об этом. Командный корабль прибывает слишком поздно — корабль Бентуси уже атакован флотом Твари. С помощью прибывшего носителя «Каал-Што» силы Сомтау помогают Бентуси отбить атаку. Во время битвы Тварь пытается захватить корабль Бентуси, но Бентуси взрывают свой корабль вместо того, чтобы стать частью Твари.
Дальнейшие исследования природы Твари открыли, что около миллиона лет назад чей-то экспериментальный корабль «подцепил» Тварь при полёте в гиперпространстве. Тварь захватила корабль — «На́ггарок», — но экипаж смог вовремя повредить двигатели корабля. К сожалению, на гибнущем корабле сработали аварийные протоколы, и после поломки двигателей был запущен автоматический маяк с сигналом бедствия и частью Твари внутри.
Узнав, что Империалисты — таиданские войска, — не присоединившиеся к Таиданской Республике, пытаются создать биологическое оружие на основе Твари, «Куун-Лан» нападает на их исследовательскую базу и уничтожает её. Прячась в мусорном облаке, «Куун-Лан» находит древнюю Осадную пушку (Siege Cannon), и присоединяет её к кораблю. Так как в теперешнем состоянии пушка причиняет незначительный вред главному кораблю Твари и выходит из строя от перегрева после первого же выстрела, экипаж «Куун-Лана» принимает решение разыскать «Наггарок» и добыть пробу первоначальной Твари. Для этого «Куун-Лан» находит другой Командный корабль того же класса — «Фаал-Корум» («Тихий странник»).
«Фаал-Корум» тоже атакован флотом Твари. Отбив силы Твари и уничтожив один из его носителей с помощью «Куун-Лана», «Фаал-Корум» переводит свою астронавигационную команду на «Куун-Лан». Эта команда обнаруживает регион, в котором должен находиться «Наггарок», но эта территория слишком велика для поисков. «Куун-Лан» направляется к базе Туранских Рэйдеров, чтобы заполучить их более точные звёздные карты для обнаружения древнего корабля. После короткой битвы база даёт «Куун-Лану» доступ к своим системам.
На пути к «Наггароку» туранский диверсант на борту повреждает гипердвигатель «Куун-Лана», выбрасывая флот посреди таиданской засады. С помощью прибывшего «Фаал-Корума» Сомтау отбивают атаку врага. «Куун-Лан» продолжает своё путешествие.
«Наггарок» обнаруживается, — его ремонтируют Империалисты. Сомтау пытаются убедить их в угрозе Твари, но Тварь, оказывается, пообещала им полгалактики взамен на их помощь. Корабли Сомтау вступают в битву с кораблями Империалистов и Твари и успешно берут пробу Твари с «Наггарока». Поймав убегающий корабль Империалистов, Сомтау узнают, что те пытаются захватить верфь, где республиканцы разрабатывают новое оружие под названием «Кочующая Луна» (Nomad Moon).
«Куун-Лан» разыскивает Бентуси, чтобы узнать у них о способах победы над Тварью и попросить помощь в работе над пушкой. По прибытии они узнают, что Бентуси массово бегут из галактики через гиперврата. Уничтожив врата и успокоив разгневанных Бентуси, «Куун-Лан» получает их помощь в работе с пушкой, а также узнаёт чуть больше о Твари: Пожиратель (так Бентуси называют Тварь) не убивает живых существ, а завладевает их телами и разумом.
Флот Сомтау встречается с боевым соединением киита Манаан, который сообщает им местоположение «Кли-Сана». Так как этот корабль был инфицирован первым, Сомтау надеются, что Тварь имеет достаточно сильную связь с ним, чтобы служить в роли приманки для флагмана Твари.
После длительной битвы «Куун-Лан» стреляет в «Кли-Сана» из Осадной пушки и обезвреживает его. Прежде чем взорваться, «Кли-Сан» посылает сигнал бедствия флагману, который попадает прямо в засаду Сомтау и погибает от той же Осадной пушки. Убедившись в работоспособности оружия, флот «Куун-Лана» направляется к республиканской верфи, чтобы остановить «Наггарок».
По прибытии Сомтау видят, что «Кочующая Луна» уже ассимилирована Тварью и охраняет «Наггарок». Тварь на «Наггароке» предлагает Сомтау союзничество взамен на их помощь. В ответ хиигаряне вступают в бой с кораблями Твари.
Здесь Тварь показывает всю мощь «Наггарока» — корабль начинает передвигаться по полю боя с невероятной скоростью. Проследив за кораблём, исследователи Сомтау устанавливают, что «Наггарок» оборудован безинерционным двигателем. Затем прибывает торговый корабль Бентуси и передаёт чертежи их мощных ионных истребителей «Куун-Лану». Поняв, что их предали (Тварь обещала, что Бентуси больше нет), Империалисты отступают. Разгневанная Тварь пополняет свой флот путём поглощения кораблей Империалистов. Сомтау начинают использовать электромагнитный импульс, чтобы немного «притормозить» «Наггарок».  Используя подарок Бентуси, Сомтау наконец-то уничтожают древний «Наггарок».
Конечное видео показывает, что после длительной зачистки Тварь была полностью уничтожена в галактике. За их заслуги Сомтау были награждены со всеми почестями. С тех пор их киит стал известен как Твареубийцы (Beast Slayers).

## Оценки
| Сводный рейтинг    | Сводный рейтинг |
| Агрегатор          | Оценка          |
| ------------------ | --------------- |
| GameRankings       | 88,64 %         |
| Metacritic         | 89/100          |
| Иноязычные издания |                 |
| Издание            | Оценка          |
| CGW                | [ 3 ]           |
| Eurogamer          | 8/10            |
| Game Informer      | 8/10            |
| GamePro            | [ 6 ]           |
| GameSpot           | 8,9/10          |
| GameSpy            | 91 %            |
| GameZone           | 8,5/10          |
| IGN                | 9,2/10          |
| Next Generation    | [ 11 ]          |
| PC Gamer (US)      | 91 %            |

Игра получила положительные отзывы, согласно сайту агрегации отзывов Metacritic.